# Otto Weber (Orientalist)
Otto Weber (* 28. Juli 1877 in  Polsingen; † 29. Juli 1928 in Friesing bei Rosenheim) war ein deutscher Assyriologe. Er war der zweite Direktor der Vorderasiatischen Abteilung der Berliner Museen.

## Ausbildung und frühe Berufszeit
Otto Weber, Sohn des Theologen Ferdinand Wilhelm Weber, studierte an der Universität München bei Fritz Hommel. Als Student gehörte Otto Weber 1896 zu den Gründungsmitgliedern der christlichen Studentenverbindung Münchener Wingolf und wurde ein Jahr später zudem Mitglied des Erlanger Wingolf. Er beschäftigte sich als Philologe zunächst mit altsüdarabischen und assyrischen Texten. Mit Erik J. Knudtzon und Erich Ebeling machte er sich früh um die Edition des Amarna-Archivs verdient. Nach dem Studium ging er in den Archivdienst und war als Archivbeamter in Landshut tätig. Nach dem Tod von Leopold Messerschmidt, dem ersten Kustos der Vorderasiatischen Abteilung, im Jahr 1911 waren zunächst  der Ägyptologe Hermann Ranke, und nachdem dieser ablehnte, der Althistoriker Hugo Prinz als dessen Nachfolger vorgesehen. Doch 1912 wurde nach Ablehnung durch Ranke und wohl auch durch Prinz Weber auf die Position berufen. Ausschlaggebend war nicht zuletzt, dass er als fähig angesehen wurde, ein Gegengewicht zum nebenamtlichen Direktor der Abteilung, Friedrich Delitzsch, zu schaffen, der einzig an den Sprachdenkmälern Interesse hatte. Weber, der eigentlich auch Philologe war, wurde eine stärkere Beachtung der archäologischen Fundstücke zugetraut. Insbesondere sein Freund Hugo Winckler machte sich für Webers Berufung stark und hatte wegen der durch ihn in Boğazköy, der hethitischen Hauptstadt Ḫattuša, durchgeführten Ausgrabungen, bei denen auch viele Sprachdenkmäler gefunden wurden, gewissen Einfluss auf die Berufung. Auch Delitzsch scheint eine Berufung schließlich unterstützt zu haben, später sollte ihm Weber seine Arbeit Altorientalische Siegelbilder widmen und ihm dort für seine Berufung nach Berlin danken. Auch Wilhelm von Bode als Direktor der Museen, der in erster Linie an der Kunstgeschichte interessiert war, unterstützte die Berufung eines nicht nur auf die Erforschung der Schriftzeugnisse gerichteten Wissenschaftlers.

## Kustos und Direktor der Vorderasiatischen Abteilung
Zum 1. April 1912, dem Beginn des neuen Rechnungsjahres, wurde Weber mit denselben Bezügen wie sein Vorgänger am Ende zum Kustos der Vorderasiatischen Abteilung berufen. Anders als Messerschmidt wurde Weber zudem zum Professor ernannt, was zum einen seine Position gegenüber Delitzsch stärken und zum anderen schon ein Vorgriff auf eine Abteilungsleitung durch einen hauptamtlichen Direktor sein sollte. Zunächst pflegte er ein gutes Verhältnis zu den Ausgräbern um Robert Koldewey und Walter Andrae. Letzteren konsultierte er noch im Sommer 1912 bei dessen Heimataufenthalt wegen der Planungen des Museumsneubaues, in deren Zuge die Vorderasiatische Abteilung erstmals in angemessenem Rahmen in Berlin präsentiert werden sollte. In der Folgezeit zeichnete sich Weber durch diplomatisches Geschick bei den Kontakten mit den Ausgräbern und deren Interessen ebenso wie beim Kontakt mit der Deutschen Orient-Gesellschaft aus. Dabei schaffte er es auch immer, seine eigenen Ziele zu verfolgen, indem er diese mit denen anderer Forscher kombinierte. Spätestens seit 1913 war er insbesondere bei Bode hoch angesehen, den er erstmals auch für die Interessen und Belange der Vorderasiatischen Abteilung interessieren konnte. Nachdem Winkler im Jahr 1913 verstorben war, betrieb Weber die Fortsetzung der Ausgrabungen in Boğazköy mit Nachdruck und konnte auch Bode dafür gewinnen. Delitzsch überließ dieses Arbeitsfeld völlig Weber, womit eine Arbeitsteilung der beiden Forscher begann, die sich bis Delitzschs Tod fortsetzen sollte. Während der Direktor die mesopotamischen Sprachdenkmäler bearbeitete, widmete sich sein Stellvertreter den weiteren Hinterlassenschaften archäologischer Natur und den Sprachdenkmälern aus den weiteren altorientalischen Regionen, insbesondere den hethitischen. Zwischen Mai und Juni 1913 weilte Weber auch erstmals in Konstantinopel, wo er zum einen persönliche Kontakte mit Vertretern des Ottomanischen Museums knüpfen, zum anderen über die Fundteilung der Funde aus Aššur und Babylon verhandeln wollte. Dabei konnte er sowohl die Mitarbeiter auf türkischer Seite wie auch den maßgeblichen deutschen Archäologen in der Region, Theodor Wiegand, positiv beeindrucken. Die Verhandlungen mit Halil Bey wegen der Fundteilung und weiterer Ausgrabungen verliefen positiv. Für die Ausgrabungen in Boğazköy sah sich Weber als Leiter, doch konnten sie wegen des Ausbruchs des Ersten Weltkrieges nicht mehr aufgenommen werden. Eine weitere Reise führte ihn Ende 1913/Anfang 1914 nach Mesopotamien. Weihnachten 1913 verbrachte er in Aššur, im Februar 1914 besuchte er Babylon. Kurz vor Ausbruch des Krieges war er wieder zurück in Berlin.
Während der nächsten Jahre widmete sich Weber der Restaurierung, Bearbeitung und Publikation der Boğazköy-Tafeln. Er wurde Herausgeber mehrerer wissenschaftlicher Publikationsreihen, die sich mit diesem Themengebiet befassten, darunter ab 1916 die Keilschrifttexte aus Boghazköi, ab 1917 die Boghazköi-Studien und ab 1921 die Keilschrifturkunden aus Boghazköi. 1916 wurde die Abteilung aufgrund der unterschiedlichen Interessen von Delitzsch und Weber offiziell geteilt. Mit der Teilung kam auch die Genehmigung für Weber, seit dem 24. April 1916 den Titel Direktor zu führen. Diese Entwicklung spiegelte nicht nur den Interessenkonflikt zwischen Delitzsch und Weber wider, dem damit aus dem Weg gegangen wurde, sondern auch den Ehrgeiz Webers. Dieser hatte schon 1914 versucht, die Vertretung der Vorderasiatischen Abteilung ihm selbst und nicht Wiegand zu übertragen. Während sein Ansehen in Berlin sehr hoch war, war es spätestens seit seiner Reise nach Mesopotamien bei den Grabungsarchäologen im Orient nicht mehr sehr hoch. Die Ausgrabungen in Babylon waren zu dieser Zeit problematisch und die Fortsetzung ungewiss. Vor allem Eduard Meyer kritisierte die schleppende Publikation der Grabungsergebnisse. Weber war in dieser Frage Parteigänger Meyers. Nach der Rückkehr aus Mesopotamien wurde er mit Heinrich Schäfer und Hans Gustav Güterbock Mitglied einer Kommission, die den Mitgliedern der Babylon-Grabung Publikationsthemen zuweisen sollte. Damit stellte er sich gegen Koldewey, der betonte, dass dies die weiteren Arbeiten nicht befördern, sondern behindern würde. Nach einem Jahr wurde die Kommission jedoch wegen Erfolglosigkeit wieder aufgelöst. Die Probleme vor allem mit Andrae sollten jedoch bleiben, auch nachdem dieser und Weber nach dem Krieg im Museum zusammenarbeiten mussten. Immer mehr rückten nun auch die archäologischen Forschungen in den Mittelpunkt. Damit war er Delitzsch und Messerschmidt entgegengesetzt, die sich einzig den Keilschrifttexten widmeten. Zudem intensivierte er die Öffentlichkeitsarbeit der Abteilung. Nachdem Delitzsch als nebenamtlicher Direktor zum 30. September 1918 ausgeschieden war, wurde Weber zunächst dessen Nachfolger und blieb zudem Kustos. Zum 1. April 1919 wurde er schließlich der erste hauptamtliche Direktor und blieb es zum Tod.

## Würdigung
Als Direktor des Museums steht Weber in der öffentlichen Wahrnehmung sehr im Schatten seines Vorgängers Delitzsch und seines Nachfolgers Andrae. Doch hatte er großen Anteil an der Organisation des Museums in einer wichtigen Phase und an der Professionalisierung sowohl der musealen Verwaltung als auch der Öffentlichkeitsarbeit. Zudem hatte er darüber hinaus große Verdienste bei der Edition altorientalischer Sprachdenkmäler.

## Belege
1. ↑  lt.: Wolfgang Leesch: Die deutschen Archivare 1500–1945. Band 2: Biographisches Lexikon. Saur, München u. a. 1992, ISBN 3-598-10605-X, (via World Biographical Information System Online). hingegen Berlin lt.: Deutsches biographisches Jahrbuch. Jg. 10, 1928, ZDB-ID 541850-1, (via World Biographical Information System Online).
2. ↑  August Winkler: Vademekum Wingolfitikum, Wingolfsverlag, Wolfratshausen 1925, S. 66.
3. ↑  in Der Alte Orient 17/18 (1920)
4. ↑  4.100 Reichsmark und 1.300 Mark Wohngeld im Jahr.

| Personendaten    | Personendaten          |
| ---------------- | ---------------------- |
| NAME             | Weber, Otto            |
| KURZBESCHREIBUNG | deutscher Assyriologe  |
| GEBURTSDATUM     | 28. Juli 1877          |
| GEBURTSORT       | Polsingen              |
| STERBEDATUM      | 29. Juli 1928          |
| STERBEORT        | Friesing bei Rosenheim |